# Marathon van Frankfurt 1994
De marathon van Frankfurt 1994 werd gelopen op zondag 23 oktober 1994. Het was de dertiende editie van deze marathon.
Bij de mannen kwam de Noor Terje Naess als eerste over de streep in 2:13.19. Bij de vrouwen won de Zwitserse Franziska Moser in 2:27.44. Zij had meer dan zes minuten voorsprong op de concurrentie.
In totaal schreven 9307 lopers zich in voor de wedstrijd, waarvan er 7123 finishten.

## Uitslagen

### Mannen
| rang   | naam               | land | tijd    |
| ------ | ------------------ | ---- | ------- |
| Goud   | Terje Naess        | NOR  | 2:13.19 |
| Zilver | Karel David        | TCH  | 2:15.49 |
| Brons  | Stephan Freigang   | GER  | 2:16.35 |
| 4      | Francis Naali      | TAN  | 2:17.22 |
| 5      | Pavelas Fedorenka  | LTU  | 2:18.13 |
| 6      | Klaus-Peter Nabein | GER  | 2:18.48 |

### Vrouwen
| rang   | naam               | land | tijd    |
| ------ | ------------------ | ---- | ------- |
| Goud   | Franziska Moser    | SUI  | 2:27.44 |
| Zilver | Anita Haakenstad   | NOR  | 2:34.01 |
| Brons  | Kathrin Weßel      | GER  | 2:36.29 |
| 4      | Grete Kirkeberg    | NOR  | 2:38.21 |
| 5      | Irena Czutta       | POL  | 2:38.29 |
| 6      | Romy Lindner       | GER  | 2:38.48 |
| 7      | Martha Ernstdóttir | ISL  | 2:39.00 |

1981 ·
1982 ·
1983 ·
1984 ·
1985 ·
1986 ·
1987 ·
1988 ·
1989 ·
1990 ·
1991 ·
1992 ·
1993 ·
1994 ·
1995 ·
1996 ·
1997 ·
1998 ·
1999 ·
2000 ·
2001 ·
2002 ·
2003 ·
2004 ·
2005 ·
2006 ·
2007 ·
2008 ·
2009 ·
2010 ·
2011 · 
2012 · 
2013 · 
2014 · 
2015 · 
2016 · 
2017